# Diasporus ventrimaculatus
Espèce
Statut de conservation UICN

 VU D2 : Vulnérable
Diasporus ventrimaculatus est une espèce d'amphibiens de la famille des Eleutherodactylidae.

## Répartition
Cette espèce est endémique du Costa Rica. Elle se rencontre à 2 550 m d'altitude sur le versant caraïbe de la cordillère de Talamanca.

## Description
Les mâles mesurent de 20,2 à 23,5 mm et les femelles de 23,8 à 24,7 mm.

## Publication originale
- Chaves, Garcia-Rodriguez, Mora & Leal, 2009 : A new species of dink frog (Anura: Eleutherodactylidae: Diasporus) from Cordillera de Talamanca, Costa Rica. Zootaxa, no 2088, p. 1–14 (texte intégral).